# Борисовское (Владимирская область)
Бори́совское — село в Суздальском районе Владимирской области России, входит в состав Павловского сельского поселения.

## География
Село расположено на берегу реки Поколяйки (приток Нерли), в 17 км к югу от Суздаля, недалеко от автодороги Владимир — Суздаль.

## История
Впервые упоминается в духовной грамоте московского князя Ивана Калиты в 1328 году, когда тот подарил его своему сыну Симеону Гордому.
В XIX веке мужское население уходило большей частью на заработки в Москву в качестве каменщиков, плотников, маляров, штукатуров.
В конце XIX — начале XX века село являлось центром Борисовской волости Владимирского уезда.
С 1929 года село являлось центром Борисовского сельсовета Владимирского района, с 1965 года — в составе Суздальского района, с 1973 года — в составе Порецкого сельсовета, с 2005 года — в составе Павловского сельского поселения.
До 2005 года в селе действовали Борисовская основная общеобразовательная школа и детский сад.

## Население
| 1859 | 1897  | 1905  | 1926  | 2002 | 2010 | 2021 |
| ---- | ----- | ----- | ----- | ---- | ---- | ---- |
| 1264 | ↗1430 | ↗1838 | ↘1667 | ↘641 | ↗646 | ↘576 |

## Инфраструктура
В селе имеются дом культуры, отделение почтовой связи.

## Достопримечательности
В селе сохранилась церковь Василия Великого с колокольней (1835), построенная в формах классицизма.